# 윤치용
윤치용(尹致龍, 1966년 11월 18일~)은 대한민국의 제5·6대 울산광역시 북구의원이다.

## 학력
- 화랑국민학교 졸업
- 경주중학교 졸업
- 경주공업고등학교 졸업
- 경주전문대학 사회복지학과 전문학사 졸업
- 한국방송통신대학교 행정학과 학사 졸업

### 비학위 수료
- 울산대학교 정책대학원 수료

## 경력
- 현대자동차 노동조합 대의원
- 현대자동차 노동조합 상무집행위원
- 금속노조 현대자동차지부 교육위원
- 동천초등학교 운영위원장
- 천곡중학교 운영위원장
- 농소3동 아파트연합회 초대 회장
- 쌍용아진 2단지 입주자대표 회장
- 민주노동당 창당발기인
- 민주노동당 북구 지역위원회 부위원장
- 동천고등학교 운영위원장
- 북구주민회 운영위원
- 농소3동 자율방범대 자문위원
- 농소큰사랑 작은음악회 회원
- 농소3동 아파트연합회 고문
- 전국아파트연합회 울산지부 북구지회 자문
- 북구 소년소녀합창단 초대 단장
- 울산그린산악회 회장
- 호계초등학교 운영위원장
- 2010. 7.~2014. 6. 제5대 울산광역시 북구의회 의원
- 2012. 7.~2014. 6. 제5대 울산광역시 북구의회 후반기 의장
- 2014. 7.~2017. 12. 제6대 울산광역시 북구의회 의원
- 2016. 7.~2017. 12. 제6대 울산광역시 북구의회 후반기 운영위원장
- 2023. 2. 8. 진보당 입당

## 역대 선거 결과
|  | 36.37% |

|  | 30.41% |